# Cordillera Central, Peru
Cordillera Central är en rad av bergskedjor i centrala Anderna i Peru.

## Plats
Cordillera Central sträcker sig i nord-sydlig riktning 1 630 kilometer över nästan hela landets längd, från gränsen till Ecuador i norr till väster om Titicacasjön, där den möter den västra Cordilleran. Den norra fortsättningen är den ecuadorianska Cordillera Real.
Det finns få bergsmassiv med glaciärer i bergskedjan. Den högsta punkten i Cordillera Central är Salcantay med höjd av 6 271 meter.

## Avrinning
Avrinning till Stilla havet sker via Río Rímac och Río Cañete och till Atlanten via Río Mantaro.